# FRACTER
FRACTER — приключенческая инди-головоломка, созданная независимой канадской студией 4L GAMES и доступная для персональных компьютеров с операционными системами Windows и Mac OS, а также мобильных устройств с операционными системами iOS и Android. Игрок,  управляя женским персонажем, должен проходить через лабиринты и разгадывать головоломки.

## Игровой процесс

Демонстрация прохождения уровня

Игрок управляет безымянной девочкой, которая путешествует среди лабиринтов в поисках выхода. Игра представляет собой трёхмерный платформер, а управление персонажем осуществляется с помощью сенсорной кнопки в левом боку экрана. Персонаж может передвигаться в горизонтальном положении, ходить и бегать. В игре доступно всего 7 лабиринтов. Над героиней светится сфера, которая освещает тёмное пространство лабиринта, а  иногда указывает путь к выходу из лабиринта. Чтобы открыть выход из лабиринта, игрок должен активировать две плиты. Чтобы проложить себе путь дальше, игрок должен решать ребусы и головоломки. Они представлены в виде светящихся стел, чей свет должен достигнуть специальных камней, чтобы те активировали механизмы, прокладывающие дальнейший путь. Чтобы свет достиг камня, стелу или камень можно передвигать, или же можно менять направление света с помощью отражающих зеркал, которые также можно поворачивать. Ребусы другого типа требуют активации механизмов на полу, чтобы передвигать или поворачивать платформу с персонажем. В некоторых уровнях для активации прохода требуется поместить каменный монолит в дыру. Сам монолит может находится на другой платформе, и его перемещение также является частью головоломки.
Героиня также может сталкиваться с угрозой в виде бродячих «теней», которые норовят поглотить свет героини. Тени бродят бесцельно, однако при приближении нападают на персонажа. В этом случае игра перезапускается на последнем уровне. Тень не замечает героиню, если она передвигается позади нее, однако, тень двигается быстрее героини, поэтому стоит ее избегать. Тени боятся света и всегда избегают лучи света или световые платформы. Если персонаж стал мишенью для тени, то она может успеть укрыться под светом, в этом случае тень будет уничтожена.

## Разработка
Разработкой игры занималась независимая студия 4L Games из канадского города Торонто. FRACTER — первый совместный проект студии. Команда изначально задумала создать игру-головоломку для App Store. За основу художественной концепции создатели взяли идею двойственности — а именно о том, что внутри человеческой души укрываются противоположные сущности, «внутренние демоны» и «скрытые надежды». Разработка игры шла в течение одного года. FRACTER была создана на движке Unity, для анимации использовалась программа Maya, и Wwise для интеграции звука. Создание уровня начиналось с головоломки, а затем составлялся сам лабиринт. Особое внимание создатели уделяли художественному стилю, ориентируясь на то, чтобы игрок получал от игры эстетическое удовольствие. Разработчики также объявили о планах выпустить игру для других игровых приставок. Дизайнером в команде разработчиков выступил Санатан Сурьяванши, раннее занимавшийся созданием анимации к мультфильму «Добытчица». Именно он работал над художественной концепцией игры и ещё в 2016 году составил концепт-арты возможной игры под названием Once Upon a Time, где действие происходит в доме привидений, а в игре должны были быть привидения со сложной художественной анимацией. Тем не менее,  команде разработчиков не хватило опыта и ресурсов, чтобы воплотить все идеи Сурьяванши, в итоге концепцию поменяли на идею чёрно-белого пейзажа.

## Критика
| Сводный рейтинг        | Сводный рейтинг          |
| Агрегатор              | Оценка                   |
| ---------------------- | ------------------------ |
| Metacritic             | 64/100 (PC) 85/100 (iOS) |
| Иноязычные издания     |                          |
| Издание                | Оценка                   |
| GameSpace              | 8,5/10                   |
| God is a Geek          | 8/10                     |
| The Indie Game Website | 7/10                     |
| Cubed3                 | 7/10                     |
| Gameblog.fr            | [ 10 ]                   |

Игра получила смешанные оценки от разных игровых критиков, средняя оценка на сайте-агрегаторе Metacritic для ПК-версии составила 64 балла из 100 возможных. Средняя оценка для мобильной версии составила 82 балла из 100.
Часть критиков оставила положительные оценки, например Скотт Джеслилс с сайта GameSpace назвал FRACTER достойной игрой, предлагающей на каждом уровне оригинальные головоломки в виде мини-игр. В целом критик назвал игру мрачной, но одновременно блестящей. Гари Бейли с сайта God is a Geek аналогично заметил, что FRACTER — это короткое, но приятное приключение. Критик заметил, что данная игра довольно артхаусна, аналогично Inside или Little Nightmares, оставляя игроку минимум инструкций и позволяя ему разобраться во всём самому. Критик заметил, что головоломки в игре просты, но игра подкупает своим художественным стилем, чёрно-белой палитрой, мрачной атмосферной, музыкой и тенистыми фигурами, бегающими, как пауки. Всё это призвано усилить чувство клаустрофобии и паники у игрока.
Джеймс Шеппард с сайта Indie Games назвал FRACTER мрачной версией игры Monument Valley, достойной, но короткой головоломкой. С одной стороны, критик оценил художественную эстетику игры, с другой стороны заметил, что из-за слишком тёмного окружающего пространства, игрок может страдать от дезориентации. Критик сайта Cubed3 заметил, что игра подкупает своей сюрреалистичной атмосферой и зловещим саундтреком. Хотя сама игра довольно коротка, она предлагает большое разнообразие неповторимых головоломок. С каждым уровнем сложность головоломок и агрессия врагов возрастает, однако по мнению критика, игра позволяет игроку привыкнуть к геймплею, чтобы с успехом дойти до самого конца.
Разгромный отзыв оставил критик сайта Gameblog.fr, который заметил, что несмотря на местами интересные идеи, FRACTER в целом лишена какой-либо оригинальности. Критик считает, что механика головоломок в виде камней, стел и линий в виде лучей уже успешно применяется во многих играх в течение уже нескольких лет. Также критик указал на плохо проработанное управление, из-за которого критик не мог адекватно управлять персонажем и не раз попадал в лапы «теней».